# Dronning Caroline Amalies kvindelige Plejeforening
Dronning Caroline Amalies kvindelige Plejeforening var en velgørende institution, der blev stiftet 6. oktober 1843 af dronning Caroline Amalie med det formål at hjælpe trængende syge, især med mad og bolig. Den blev nedlagt i 1963 og dens bygning i Gothersgade omdannet til et plejehjem under Trinitatis Sogns Menighedspleje.  Efter nedlæggelse af plejehjemmet er bygningen afhændet og den benyttes i dag af  Bostedet Caroline Marie.
I 1829 oprettede den daværende prinsesse Caroline Amalie et asyl for fattige børn, hvis forældre var på arbejde. Senere blev dette fulgt op af Dronningens Asylskole, som åbnede i 1841. Hertil knyttedes også et Pigehjem. I 1866 blev institutionerne samlet under fælles tag i Rigensgade i Caroline Amalies Asyl. Dronningen var hele livet en støtte af det sociale arbejde, og hun betænkte det i sit testamente, således at der var økonomisk råderum til en videreførelse af aktiviteterne.
I 1843 blev dronning Caroline Amalie medstifter af Den Kvindelige Pleieforening, der i starten mest tog sig af barselskvinder som fik styrkende mad og vejledning. Under den store koleraepidemi i 1853 i hovedstaden blev de frivillige medlemmer af den kvindelige plejeforening i byen og passede de mange syge og døende i stedet for at flygte ud på landet.
Mathilde Meinert var forstanderinde for plejeforeningen.
I 1878-80 blev ejendommen Gothersgade 141 opført efter tegning af Ludvig Fenger og med 10-12 frivillige kvinder udførtes herfra et socialt arbejde hovedsageligt med besøg og hjælp til trængende samt daglige bespisninger – efter 1. verdenskrig dog kun hver anden dag.
I 1965 blev plejeforeningen erstattet af et egentligt plejehjem, kaldet Dronning Caroline Amalies Plejehjem under Trinitatis Sogns Menighedspleje, og huset blev ombygget til formålet. Samtidig blev den oprindelige plejeforening nedlagt 6. oktober 1963.
Plejehjemmet var en selvejende institution, og havde 25 beboerværelser. Til driften blev om fornødent ydet tilskud fra Københavns kommune, hvis tilsyn institutionen var undergivet.
I løbet af plejeforeningen eksistens var danske dronninger protektricer for foreningen. Den sidste dronning, der fungerede som sådan, var dronning Alexandrine (1879-1952). Efter hende overtog arveprinsesse Caroline-Mathilde (1912-1995) hvervet. Efter Caroline-Mathildes blev der ikke udpeget nogen ny protektrice for institutionen, der da var under afvikling.
I 1998 blev huset sat til salg af de daværende ejere, De samvirkende Menighedsplejere. På initiativ af socialoverlæge, speciallæge i psykiatri og socialmedicin Anse Leroy og advokat Poul Roepstorff blev den den sociale fond Dronning Caroline Amalies Hus stiftet, som i 1999 erhvervede ejendommen.